# Cerro de Chavoya

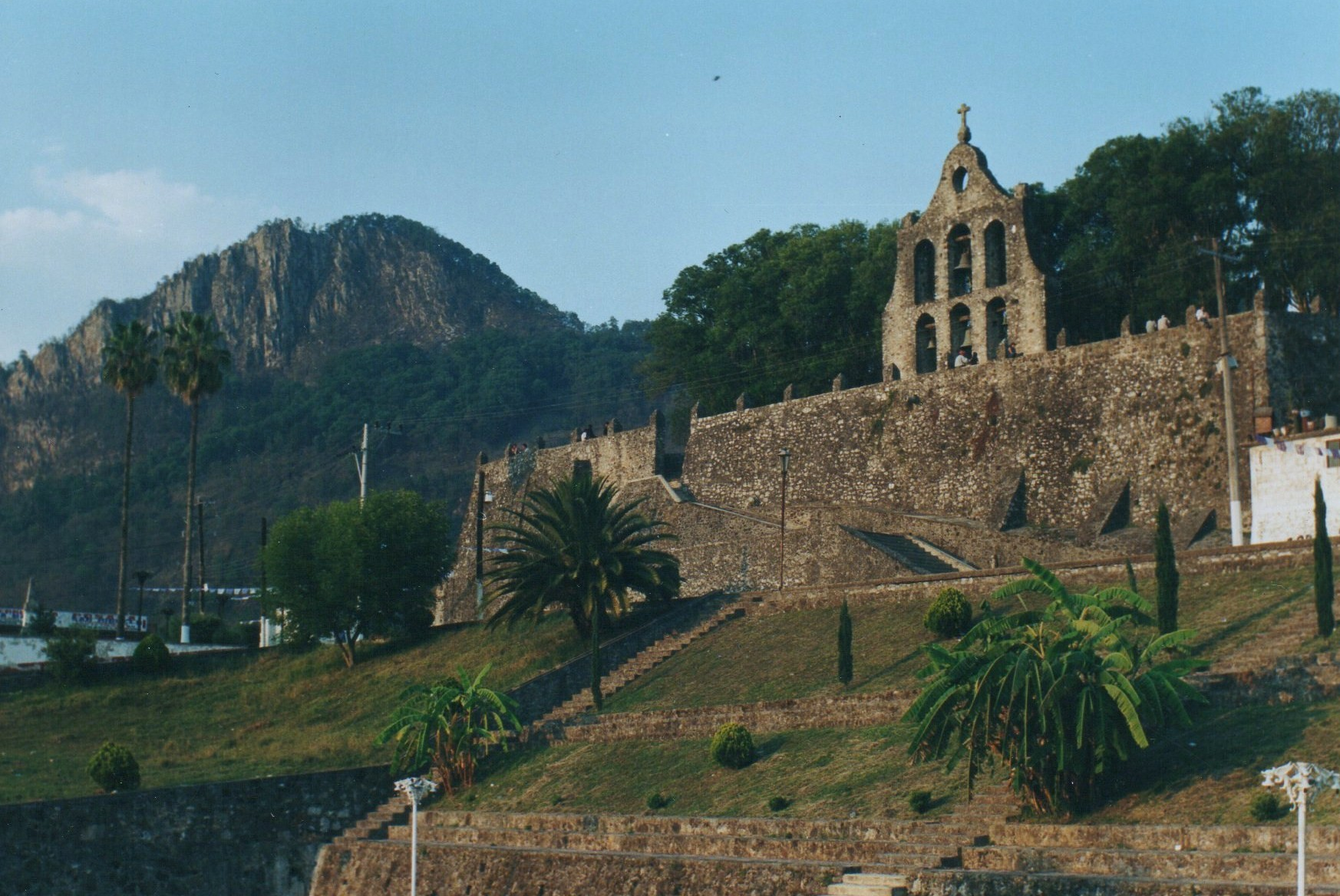
Cerro de Fondo

El Cerro de Chavoya, también conocido como Cerro de Nuestra Señora de Loreto  o Cerro de la Virgen de Loreto, es un cerro situado en San Juan de Aznalfarache. Es cercano a Sevilla, a solo 300 metros de su término municipal al este del Guadalquivir frente a Tablada, y está rodeado por las murallas de San Juan. 

## Historia
En él se ubicó en su momento la fortaleza romana de Osset Iulia Constantia y posteriormente la fortaleza musulmana de Hins Al Faray. En los años 1940, se construye en él un barrio para alojar al personal obrero y militar de la Maestranza Aérea de Sevilla. Se inaugura en 1950 y recibe el nombre de Barriada Nuestra Señora de Loreto, por la patrona de la aviación. También alberga el Monumento al Sagrado Corazón, por lo que el barrio será conocido como El Monumento. 

## Geografía
El cerro tiene unos 985 metros de largo por 455 de ancho y resalta por alcanzar unos 50 metros de altura sobre el nivel del mar junto a la rivera del Guadalquivir.